# Hans Erich Kalischer
Hans Erich Kalischer (ur. 28 września 1903 w Wittstock/Dosse, zm. 6 czerwca 1966 w Nowym Jorku) – niemiecki ekonomista i fotografik.
Urodził się w 1903 roku jako syn prof. Leopolda Kalischera (1858-?). Uczęszczał do gimnazjum humanistycznego, miał zamiar studiować medycynę, ale za rada ojca od 1921 roku studiował ekonomię na Uniwersytecie w Kolonii. W 1926 roku ukończył studia, tytuł doktora uzyskał z wyróżnieniem w 1928.
Do sierpnia 1929 był asystentem Eugena Schmalenbacha. W 1937 roku wyemigrował do Stanów Zjednoczonych. Po II wojnie światowej jako cywilny pracownik amerykańskiej administracji wrócił do Niemiec, ożenił się z Ilse Hennemann, po czym w 1947 roku ponownie wyjechał do USA. Pracował jako fotografik przemysłowy, a potem fotografik medyczny w Nowym Jorku.